# 日本槍柱七本
日本槍柱七本是日本於十六世紀文祿年間，由關白豐臣秀吉從各大名家中親自選出並讚揚的使槍高手、文武重臣。透過比喻其為長槍支柱一般不可或缺的存在，以表彰其輔助大名的功績。別稱日本七槍。
此七人為：
- 立花氏家臣小野鎮幸

於朝鮮碧蹄館大戰奮戰，隨主君立花宗茂擊退明、朝鮮聯軍。
- 德川氏家臣本多忠勝

於日本關東小田原征伐時為德川家臣中，立下最高功勳者。
- 黑田氏家臣後藤基次

於朝鮮第二次晉州城攻防戰中立下一番槍。
- 島津氏家臣島津忠恒

於朝鮮隨父島津義弘大破朝鮮水軍將領元均。
- 上杉氏家臣直江兼續

於朝鮮隨主君上杉景勝參與作戰，除了攻下數城外致力於保存文物。
- 加藤氏家臣飯田直景

於朝鮮第二次晉州城攻防戰中發明建造龜甲車破壞了晉州城壁。
- 毛利氏家臣吉川廣家

於朝鮮碧蹄館大戰奮戰，在小早川隆景的指揮下包圍敵軍。